# Heterorachis malachitica
Heterorachis malachitica är en fjärilsart som beskrevs av Saalmüller 1880. Heterorachis malachitica ingår i släktet Heterorachis och familjen mätare. Inga underarter finns listade i Catalogue of Life.